# Kelpie (rasa psa)
Kelpie (nazwa oryginalna: australian kelpie) – rasa psa zaliczana do psów pasterskich, wyhodowana w Australii w XIX wieku do zaganiania zwierząt domowych. Typ wilkowaty. Podlega próbom pracy.

## Rys historyczny
Rasa australian kelpie powstała około 1870 roku i odegrała dużą rolę w rozwoju przemysłu owczarskiego i wełnianego w Australii. Pochodzący od angielskich i szkockich „użytkowych collie” (rodowód dzieli z border i scotch collie oraz owczarkami angielskimi).
Podstawy rasy wywodzą się ze szkockiego Rutheford, w północnej części kraju, od pasterskich collie. Te zwartej budowy, gładkowłose i uważne psy miały czarne, brązowo podpalane umaszczenie. Pierwsza suka rozrodcza urodziła się w Victorii (Australia), a jej właściciel nazwał ją „Kelpie”. Tam też została skojarzona z czarnym psem o imieniu „Moss”, sprowadzonym z osady Rutheford. Kelpie i Moss zostali rodzicami linii pracujących psów pasterskich. Dwa inne, czarne, brązowo podpalane psy – Brutus i Jenny – zostały rodzicami Cesara, z którym później oszczeniła się Kelpie. Z tego miotu pochodziła czarna podpalana suka, również nazwana Kelpie. Później imię Kelpie stało się popularnym słowem. W 1890 roku odmiana „Kelpie” była całkowicie przyjęta.

## Wygląd

### Budowa
Owczarek australijski kelpie jest gibkim, muskularnym psem. Porusza się gładko, lekko, płynnymi i długimi krokami.

### Szata
Szata powinna być umiarkowanie krótka, prosta, odporna na warunki atmosferyczne, z gęstym podszerstkiem. Na głowie, uszach, stopach i nogach sierść musi być krótka. Może być dłuższa na szyi, tworzyć ładnie prezentującą się kryzę. Na pośladkach formuje delikatne portki; sierść na ogonie tworzy szczotkę.

### Umaszczenie
Umaszczenie czarne albo czarne podpalane, niebieskie od ciemnego do jasnego odcienia, z lub bez podpalania; podpalanie od ciemnego do kremowego. Minimalne jasne znaczenia.

## Zachowanie i charakter
Kelpie jest czujny, gorliwy, inteligentny, o łagodnym usposobieniu. Wierny i wytrzymały, pełen poświęcenia w pracy. Ma naturalny, wrodzony instynkt i zdolności do pracy z owcami zarówno w otwartym terenie, jak i w ogrodzeniu.

## Użytkowość
Australian kelpie jest hodowany głównie przez ranczerów oraz farmerów i używany jako pies pasterski. W Stanach Zjednoczonych psy tej rasy są używane do pracy z wieloma gatunkami zwierząt hodowlanych. Uczestniczą w próbach pracy, zawodach posłuszeństwa (obedience) i agility.
Kelpie był przystosowywany do surowego, gorącego klimatu i pracy z owcami merino na rozległych australijskich areałach. Kelpie wykorzystuje różne style pracy; używa wzroku, głosu, chwytu oraz ruchu. W australijskim buszu często pracował nienadzorowany, metodą polegającą na umiejętności znalezienia i zgromadzenia zwierząt hodowlanych.

## Klasyfikacja FCI
W klasyfikacji FCI rasa ta, pod nazwą owczarek australijski – kelpie, została zaliczona do grupy I – Owczarki i inne psy pasterskie, sekcja 1 – Owczarki. Psy tej rasy podlegają próbom pracy.